# Léon de Byzance
Pour les articles homonymes, voir Léon.
Léon (en grec ancien Λέων) est un  philosophe, orateur, rhéteur et historien grec du IVe siècle av. J.-C.

## Notice historique
Originaire de Byzance, disciple de Platon et ami de Phocion, il fut plusieurs fois ambassadeur pour sa patrie à Athènes et auprès de Philippe II de Macédoine. Selon le Livre V des Mémorables du philosophe sceptique Favorinos, il serait l’auteur de l’Alcyon, dialogue qui pourrait être de son maître, plus récemment attribué à Lucien de Samosate.

## Sources
- Pierre Larousse, Grand Dictionnaire universel du XIXe siècle (Volume 10 L-MEMN), p.  370